# Trojási fatemplom
A trojási fatemplom műemlékké nyilvánított épület Romániában, Arad megyében. A romániai műemlékek jegyzékében az  AR-II-m-A-00655 sorszámon szerepel.